# Svib (Cista Provo)
Svib je naselje u općini Cista Provo u Splitsko-dalmatinskoj županiji.

## Zemljopis
Naselje je smješteno sjeverno od Ciste Velike, jugoistočno od Tijarice i istočno od Dobranja.

## Stanovništvo
| broj stanovnika | 498   | 533   | 510   | 534   | 650   | 747   | 794   | 772   | 886   | 912   | 916   | 998   | 837   | 907   | 641   | 430   | 323   |
|                 | 1857. | 1869. | 1880. | 1890. | 1900. | 1910. | 1921. | 1931. | 1948. | 1953. | 1961. | 1971. | 1981. | 1991. | 2001. | 2011. | 2021. |

## Obrazovanje
Na Svibu se nalazi Područna škola Svib koja je pod Osnovnom školom Josip Jović koja se nalazi na Aržanu.

## Spomenici i znamenitosti
- Gradinica, arheološko nalazište
- Crkva sv. Ante Padovanskog